# Kronprinz Rudolf-Bahn
Die k.k. privilegierte Kronprinz Rudolf-Bahn (KRB) war ein 1866 gegründetes österreichisches Eisenbahnunternehmen mit Sitz in Wien, dessen Strecken in Nieder- und Oberösterreich, in Kärnten, in der Steiermark und in Krain lagen. Heute liegt ein Teil des Streckennetzes in Slowenien und Italien.
Das Eisenbahnunternehmen trug den Namen von Rudolf, Kronprinz von Österreich und Ungarn.

## Geschichte

Das Streckennetz der Kronprinz Rudolf-Bahn

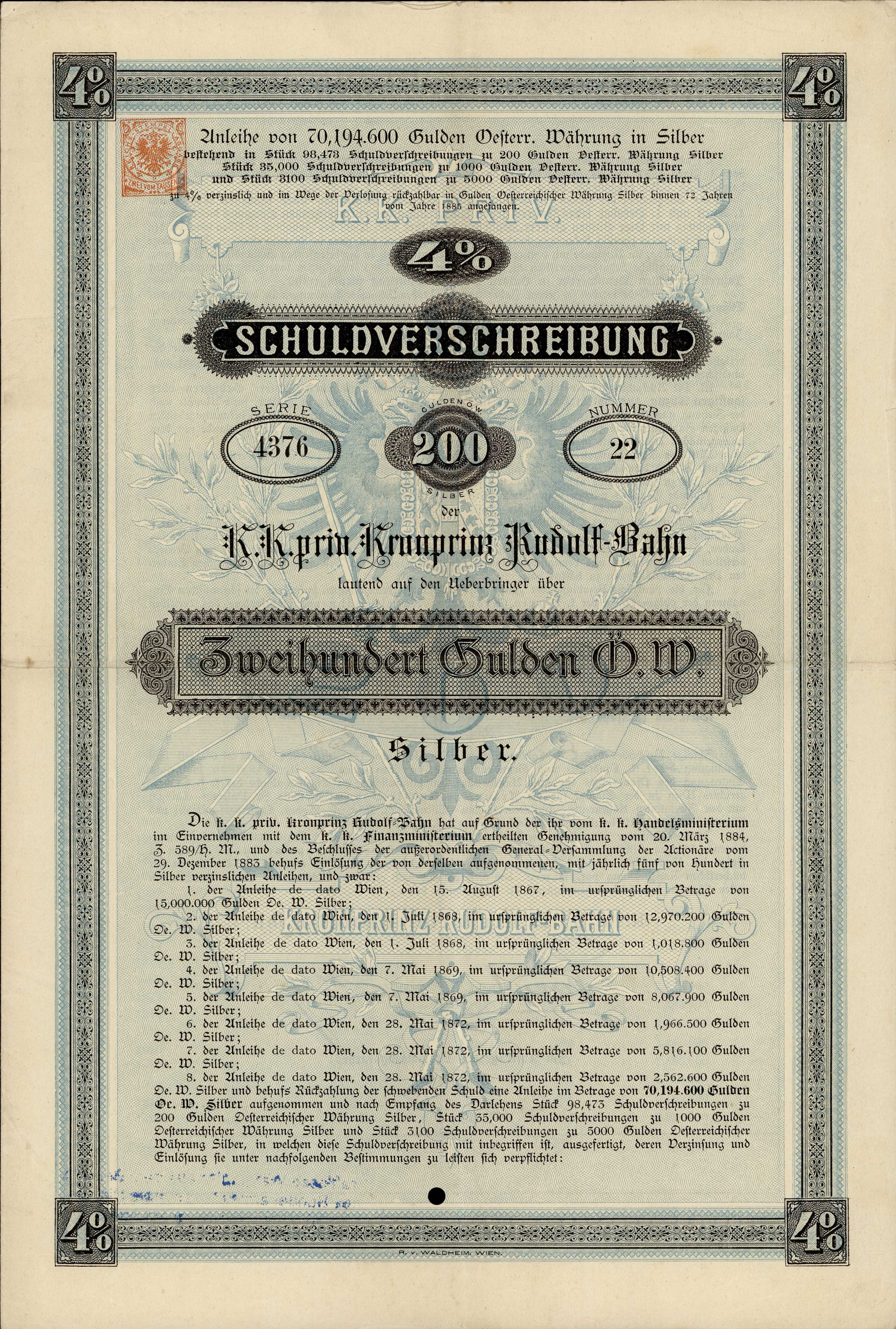
Anleihe der Kronprinz Rudolf-Bahn vom 1. April 1884; mit der Anleihe von 70,2 Mio. Gulden österreichischer Währung wurden acht zwischen 1868 und 1872 gegebene ältere Anleihen zusammengefasst und umgeschuldet.

Die Konzession für die Lokomotiveisenbahn „im Anschlusse an die Kaiserin Elisabeth-Westbahn von St. Valentin über Steyr, Hieflau, Rottenmann, St. Michael, Judenburg, Friesach, Launsdorf und St. Veit nach Villach, mit den Flügelbahnen von Kleinreifling nach Amstetten, von Launsdorf nach Mösel und von St. Veit nach Klagenfurt“ erhielten am 11. November 1866 die Herren Joseph Fürst Colloredo-Mannsfeld, Constantin Graf Lodron, Carl Graf Gleispach, Franz Freiherr von Kalchberg, Adolph Ritter von Tschabuschnigg und Georg Ritter von Aichinger. Zudem hatte sich der Steyrer Waffenfabrikant Josef Werndl für den Bahnbau eingesetzt. Auf Verlangen der Staatsverwaltung waren die Konzessionäre zudem verpflichtet, weitere Strecken von St. Valentin zur projektierten Strecke Prag–Gmünd, von Villach nach Triest sowie an die Reichsgrenze Richtung Udine anzulegen.
Die Strecken durften zunächst eingleisig angelegt werden, wobei ein späterer zweigleisiger Ausbau bei allen Brücken und Tunneln bereits berücksichtigt werden musste. Erst bei Überschreiten eines Rohertrages von 150.000 Gulden pro Meile während zweier aufeinanderfolgender Jahre durfte die Staatsverwaltung den Bau eines zweiten Gleises fordern. Die Verzinsung des Anlagekapitals wurde während der gesamten Konzessionsdauer von 90 Jahren mit fünf Prozent jährlich garantiert. Nach Ablauf von 30 Jahren behielt sich der Staat das jederzeitige Recht zur Einlösung vor.
Am 20. Juli 1867 wurde die privilegierte Kronprinz Rudolf-Bahn als Aktiengesellschaft gegründet. Die Führung des Namens Kronprinz Rudolf-Bahn war bereits am 11. Juli 1865 gestattet worden.
Die Strecken St. Valentin–Steyr und Leoben–St. Michael–Villach wurden 1868, die Strecken Steyr–Weyer, Rottenmann–St. Michael, St. Veit–Klagenfurt und Launsdorf–Mösel 1869 eröffnet.
Am 23. Februar 1869 erhielt die Kronprinz Rudolf-Bahn zudem die Konzession für die Strecke Laibach–Tarvis und am 24. April 1871 für die Fortsetzung bis Villach sowie am 16. Juli 1871 für die Strecke von Hieflau nach Eisenerz.
1872 wurden die Strecken Weyer–Rottenmann, durch die die bis dahin getrennten Strecken St. Valentin–Weyer und Rottenmann–Villach verbunden wurden, sowie die Flügelbahn Kleinreifling–Amstetten zur Verbindung mit der Kaiserin Elisabeth-Bahn eröffnet. Damit waren alle Linien in Betrieb genommen, für die die Kronprinz Rudolf-Bahn 1866 die Konzession erhalten hatte. Die Strecken nach Gmünd und nach Triest wurden hingegen nicht realisiert. Der Nord-Süd-Verkehr von Prag wurde über die Bahnstrecke St. Valentin–Budweis der Kaiserin Elisabeth-Bahn geleitet, die Durchbindung nach Triest war ab Laibach auch über das Netz der Südbahn-Gesellschaft gegeben. Die Strecke zur Reichsgrenze gegen Udine (Pontafelbahn) wurde schließlich durch den österreichischen Staat in eigener Regie errichtet und 1879 eröffnet. Die Kronprinz Rudolf-Bahn übernahm dort den Betrieb auf Rechnung des Staates.
Am 27. Mai 1875 erhielt die Kronprinz Rudolf-Bahn noch die Konzession für die Salzkammergutbahn, mit der die Gesellschaft den Anschluss an das bayerische Netz bei Passau bekam. Im Jahr 1877 wurde die Strecke eröffnet.
Die Verkehrsleistung und damit die Rentabilität der Strecken blieben indes weit unterhalb der Erwartungen. Das gesamte Reinerträgnis in den Jahren 1868 bis 1879 belief sich nur auf etwa 13 Millionen Kronen. Demgegenüber standen 114 Millionen Kronen, die an die Gesellschaft an Garantievorschüssen gezahlt worden waren.
Am 11. Dezember 1883 schloss die Regierung mit der Kronprinz Rudolf-Bahn ein Übereinkommen zur Übernahme der Betriebsführung und die Einlösung der Bahn durch den Staat, die mit Gesetz vom 8. April 1884 genehmigt wurde. Danach wurde der Betrieb rückwirkend mit 1. Jänner 1884 für die ganze übrige Konzessionsdauer vom Staat für dessen Rechnung geführt.
Am 13. Dezember 1887 ging die Gesellschaft in Liquidation. Nach erfolgtem Umtausch der gesellschaftlichen Aktien in Eisenbahn-Staatsschuldverschreibungen war die Verstaatlichung Ende 1889 abgeschlossen. Die Betriebslänge der Linien der Kronprinz Rudolf-Bahn betrug zum Zeitpunkt der Verstaatlichung 821,6 Kilometer, das gesellschaftliche Kapital 277,4 Millionen Kronen, das verwendete Anlagekapital 280,7 Millionen Kronen.

## Strecken
Eigene Strecken
- St. Valentin–Tarvis–Laibach
- Amstetten–Kleinreifling
- St. Michael–Leoben
- Hieflau–Eisenerz
- St. Veit an der Glan–Klagenfurt
- Launsdorf–Mösel
- Stainach-Irdning–Schärding
- Holzleithen–Thomasroith (Holzleithener Zweigbahn)

Auf Rechnung der Eigentümer betrieben
- k.k. Staatsbahn Tarvis–Pontafel
- Zeltweg–Fohnsdorf (für Steierische Eisenindustrie-Gesellschaft)
- Mösel–Hüttenberg

## Lokomotiven
Die Kronprinz Rudolf-Bahn vergab für Personenzuglokomotiven ungerade und für Güterzuglokomotiven gerade Nummern. Ausnahme war die Tenderlokomotive HARTIG, die keine Nummer trug. Folgende Tabelle enthält eine Übersicht über die beschafften Lokomotiven:
| I   | 31–47 49–55 |  | 13 | Mödling Krauss/München                     | 1870 1873      | 1B n2  | 22.01–04 22.11–19 | Personenzuglokomotive                                      |
| I   | 57–71       |  | 8  | Wiener Neustadt                            | 1877           | 2'B n2 | 1.01–08           | Personenzuglokomotive                                      |
| II  | 1–29        |  | 15 | Sigl/Wien                                  | 1868–1869      | C n2   | 29.01–15          | Personenzuglokomotive                                      |
| III | 2–74 98–108 |  | 43 | Sigl/Wien, Wiener Neustadt, Maffei Mödling | 1868–1872 1873 | C n2   | 34.01–43          | Güterzuglokomotive                                         |
| III | 76–90       |  | 8  | Krauss/München                             | 1872           | C n2t  | 62.01–08          | Personenzug-Tenderlokomotive                               |
| III | 110–128     |  | 10 | Winterthur                                 | 1874           | C n2t  | 63.01–10          | Personenzug-Tenderlokomotive                               |
| IV  | 92–96       |  | 3  | Floridsdorf                                | 1873           | C n2   | 50.26–28          | Güterzuglokomotive                                         |
| IV  | 130–142     |  | 7  | Floridsdorf                                | 1873           | C n2   | 54.41–47          | Güterzuglokomotive                                         |
| -   | HARTIG      |  | 1  | Wöhlert                                    | 1871           | B n2t  | 85.00             | von Vordernberger Erzverein, für Strecke Zeltweg–Fohnsdorf |